# Weybridge (Canada)
Weybridge is een dorp in de Canadese provincie Newfoundland en Labrador. De plaats maakt deel uit van het local service district Random Island West.

## Geografie
De plaats bevindt zich aan de zuidwestkust van Random Island, een groot eiland in de Trinity Bay van Newfoundland. Weybridge is een lintdorp langs Random Island Road dat zich tussen de plaatsen Elliott's Cove en Lady Cove bevindt. 

## Demografie
Tussen 1991 en 1996 daalde het inwoneraantal van Weybridge van 178 naar 152.
Vanaf de volkstelling van 2001 worden er niet langer aparte censusdata voor Weybridge bijgehouden, aangezien de plaats sinds dan valt onder de designated place (DPL) Random Island West.